# 玛丽娜·别斯帕洛娃
玛丽娜·帕夫洛芙娜·别斯帕洛娃（羅馬化：Marina Pavlovna Bespalova；1963年7月26日—）是俄罗斯政治人物，第七届国家杜马议员。
2007年，她在乌里扬诺夫斯克国立大学担任副校长。2011年至2015年，她担任乌里扬诺夫斯克市长。2016年，她被统一俄罗斯党提名为第七届国家杜马议员。2018年，她在国家杜马里投票支持提高退休年龄。